# Abul Abbas

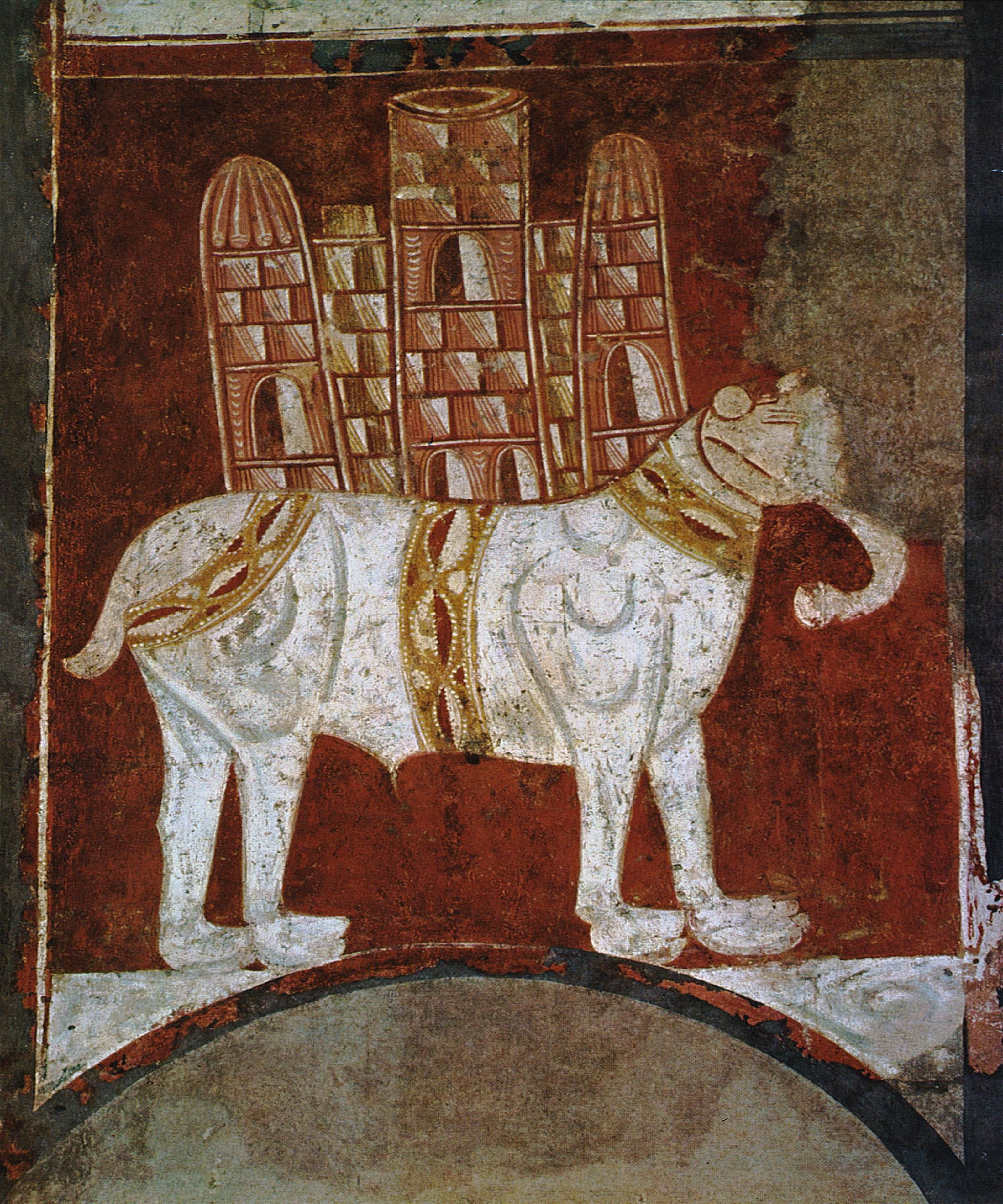
Elefant, romanisch; Fresko von San Baudelio de Berlanga, 1. Hälfte 12. Jahrhundert, Museo del Prado, Madrid

Abul Abbas (auch Abul Abaz; † 810) war ein Elefant, der dem fränkischen Kaiser Karl dem Großen von Kalif Hārūn ar-Raschīd geschenkt wurde. Er war der erste namentlich und urkundlich belegte Elefant nördlich der Alpen.

## Leben
Abul Abbas stammte aus Indien; benannt war er, vermutlich vom Kalifen selbst, nach dem Begründer der Abbasiden-Dynastie, Abu l-Abbas as-Saffah († 754, arabisch أبو العباس السفاح). Sein Alter bei seinem Eintreffen in Aachen ist unbekannt.
801 wurde Abul Abbas in Begleitung von Isaak, einem jüdischen Kaufmann, Dolmetscher und Gesandten Karls, zusammen mit einer kleinen Delegation von Bagdad aus auf den Weg nach Aachen geschickt. Im Oktober des Jahres ist ein Aufenthalt in der Nähe von La Spezia in Italien belegt. In Vercelli, etwa 60 km vom Lago Maggiore entfernt, blieb man über den Winter. Am 20. Juli 802 erreichte Abul Abbas Aachen und wurde dort, zusammen mit einer ganzen Anzahl von Geschenken, Kaiser Karl übergeben.
Sein Dasein in Aachen währte nur wenige Jahre, in denen er, wie gesagt wird, vom Kaiser gerne auf Reisen mitgenommen worden sei, „als lebende Insignie seiner Macht“. Nach dem Bericht der fränkischen Reichsannalen ist der Elefant im Sommer 810 nach einer Überquerung des Rheins in Lippeham „plötzlich“ verendet.

## Legenden
Um Abul Abbas begannen sich bald zahlreiche Legenden zu ranken. So sei er ein weißer Elefant gewesen und anlässlich des Feldzugs Karls gegen die Friesen 804 als Waffe mitgeführt worden, was sich für ihn laut Überlieferung als verhängnisvoll erwiesen habe, denn er soll beim Übergang über den Rhein ertrunken sein. Laut anderen Angaben sei der Elefant einer Lungenentzündung erlegen, die er sich bei der Rheinüberquerung zugezogen habe.
In den wenigen zeitgenössischen Quellen ist weder von der weißen Farbe die Rede, noch werden Details über den Tod des Tieres oder seinen Einsatz als Kriegswaffe überliefert. Die fränkischen Reichsannalen enthalten lediglich knappe Meldungen über seinen Transport (801), seine Übergabe an den Kaiser (802) sowie seinen Tod (810).

## Nachleben
Mitte des 18. Jahrhunderts wird berichtet, dass man am Rhein, nahe der Lippe-Mündung, auf einem Acker auf Elefantenknochen gestoßen sei; man sei der Meinung gewesen, dass es sich hierbei nur um den Elefanten Kaiser Karls gehandelt haben könne. Die gefundenen Oberschenkelknochen landeten offenbar in einem privaten Kunst- und Raritätenkabinett. Allerdings kamen in prähistorischen Zeiten verschiedene Elefantenarten natürlicherweise in Mitteleuropa vor, die derartige Funde erklären könnten.
In der bekannten Jobsiade (erstmals erschienen 1784) wird der Tod des Tieres beklagt: „Selbst Bucephalus und Rossinanten, / Abulabas den Elephanten, / Roß Bayard und Bileams Eselin / Nahm Freund Hein zum Morgenbrod hin.“
Der erste auf fränkischem Boden zur Kenntnis genommene Elefant sei, wie einige meinen, in der Historie der deutschen Sprache zum Popanz geworden, und zwar durch die Herleitung dieses Wortes aus dem Namen des kaiserlichen Elefanten über Bubaz, Bula, Bubu, Pubatsch und Pupanz; diese Herkunft der Schreckgestalt ist allerdings in den gängigen etymologischen Wörterbüchern nicht belegt. Abul Abbas’ Aufenthalt nördlich der Alpen war, wie es scheint, zu kurz, um ein bleibendes Abbild von ihm zu liefern. Die früher in der deutschen Sprache gebräuchliche Bezeichnung Bulenbak für ein „ungeheuerliches Wesen“ soll eine Verballhornung des Namens Abul Abbas sein.

## Kuriosa
Der Name des Elefanten scheint Karl May bei der Namenswahl für seine Figur Hadschi Halef Omar inspiriert zu haben: Hadschi Halef Omar Ben Hadschi Abul Abbas Ibn Hadschi Dawuhd al Gossarah (Abul Abbas stellt hier den Namen seines Vaters dar). Eine Kurzgeschichte des deutsch-neuseeländischen Autors Norman Franke erzählt die Biographie des Elefanten aus dessen eigener Sicht.